# Glaucocharis rosannoides
Glaucocharis rosannoides là một loài bướm đêm trong họ Crambidae.